# Glória Barreto
Glória Barreto (Rio de Janeiro, Brasil) é uma escritora, jornalista, poetisa e roteirista brasileira. Atua na Rede Globo e também já trabalhou na RTP, em Portugal.

## Trabalhos na televisão
Telenovelas
| Ano       | Trabalho                  | Emissora   | Escalação           | Parceiros Titulares                                                                            |
| --------- | ------------------------- | ---------- | ------------------- | ---------------------------------------------------------------------------------------------- |
| 2015 2014 | Malhação (22ª temporada)  | Rede Globo | Supervisão de Texto | Rosane Svartman Paulo Halm                                                                     |
| 2012 2013 | Malhação (20ª temporada)  | Rede Globo | autora principal    | Rosane Svartman                                                                                |
| 2009      | Malhação (16.ª temporada) | Rede Globo | autora principal    | Patricia Moretzsohn                                                                            |
| 2007 2008 | Duas Caras                | Rede Globo | colaboradora        | Aguinaldo Silva                                                                                |
| 2006      | Sítio do Picapau Amarelo  | Rede Globo | Roteirista          | Flávia Lins e Silva, Claudio Lobato, João Brandão, Fernando Rebello e Rodrigo Salomão          |
| 2004 2005 | Senhora do Destino        | Rede Globo | colaboradora        | Aguinaldo Silva                                                                                |
| 2002 2003 | Sabor da Paixão           | Rede Globo | colaboradora        | Ana Maria Moretzsohn                                                                           |
| 2001      | A Senhora das Águas       | RTP        | colaboradora        | Manuel Arouca                                                                                  |
| 2001      | Porto dos Milagres        | Rede Globo | colaboradora        | Aguinaldo Silva e Ricardo Linhares                                                             |
| 2000      | Esplendor                 | Rede Globo | colaboradora        | Ana Maria Moretzsohn                                                                           |
| 1996 1999 | Malhação (2.ª temporada)  | Rede Globo | colaboradora        | Maria Mariana, Emanuel Jacobina, Andréa Maltarolli, Ana Maria Moretzsohn e Patrícia Moretzsohn |

## Outras obras
- Poesia Viva - Antologia Nº 2. Vários poetas .